# Mordellistena sericata
Mordellistena sericata là một loài bọ cánh cứng trong họ Mordellidae. Loài này được Wollaston miêu tả khoa học năm 1864.